# 今泉公二
今泉 公二（いまいずみ こうじ、1948年4月2日 - 2019年9月30日）は、日本の実業家。元プラス代表取締役社長。

## 来歴・人物
東京都出身。慶應義塾大学商学部卒業後、1972年 鹿島建設株式会社入社。
1980年 プラス株式会社に転職。取締役、常務取締役、専務取締役、副社長を経て、兄今泉嘉久の後任として2008年社長に就任。
2019年9月30日 死去。71歳没。